# Parc Nacional de la Serra de Guadarrama
El Parc Nacional de la Serra de Guadarrama és un parc nacional que es troba a les províncies espanyoles de Madrid i Segòvia. Fou declarat parc nacional el 25 de juny de 2013. Protegeix unes 30.000 ha² de la zona més valuosa del vessant sud-est de la serra de Guadarrama (Sistema Central), i està situat a les comunitats de Madrid i Castella i Lleó (Espanya). Aquest parc nacional és el quinzè del país en antiguitat i el quart en extensió.
El parc tracta de protegir els 11 ecosistemes diferents presents a la serra de Guadarrama, alguns d'ells pertanyen a l'alta muntanya mediterrània, i són únics a la península. En total, a la zona que serà declarada parc nacional hi ha més de 1280 espècies, de les quals 13 estan en perill d'extinció, més de 1500 plantes autòctones i 30 tipus de vegetació. Les espècies animals presents al parc representen el 45% de la fauna total d'Espanya i el 18% de l'europea. Entre les espècies vegetals destaquen el pi roig, el roure, el ginebró, l'alzina i el bàlec, entre moltes altres. Pel que fa a la fauna, abunden mamífers com cérvols, senglars, cabirols, daines, cabres salvatges, teixons, diversos mustèlids, gats salvatges, guineus, llebres, etc. També hi ha una gran quantitat d'espècies d'aus aquàtiques en els embassaments, i grans rapinyaires com l'àguila imperial o el voltor negre.